# Juan Carlos Escobar
Juan Carlos Escobar Rodríguez (Cali, Valle del Cauca, Colombia; 30 de octubre de 1982) es un exfutbolista colombiano. Jugaba como mediocampista. Se retiró en Uniautónoma de Colombia.

## Clubes
| Club              | País     | Año         |
| ----------------- | -------- | ----------- |
| Deportes Quindío  | Colombia | 2002        |
| Atlético Huila    | Colombia | 2003        |
| Deportes Tolima   | Colombia | 2004 - 2007 |
| Krylia Sovetov    | Rusia    | 2007 - 2009 |
| Cúcuta Deportivo  | Colombia | 2009        |
| Deportivo Cali    | Colombia | 2010        |
| Krylia Sovetov    | Rusia    | 2010 - 2011 |
| Deportes Tolima   | Colombia | 2012        |
| América de Cali   | Colombia | 2012        |
| Patriotas Boyacá  | Colombia | 2013        |
| Alianza Petrolera | Colombia | 2013        |
| Deportivo Pasto   | Colombia | 2014        |
| Uniautónoma       | Colombia | 2015        |

## Palmarés

### Campeonatos nacionales
| Título        | Club           | País     | Año  |
| ------------- | -------------- | -------- | ---- |
| Copa Colombia | Deportivo Cali | Colombia | 2010 |